# فابيو روتشيمباك
فابيو روتشيمباك (بالبرتغالية: Fábio Rochemback‏)، من مواليد 10 ديسمبر 1981 في سوليداد في البرازيل، لاعب كرة قدم برازيلي.
بدأ مسيرته الكروية مع نادي إنترناسيونال في عام 1998، ولعب معهم حتى عام 2001، وشارك معهم في 16 مباراة وسجل 3 أهداف، وفي عام 2001 انتقل إلى نادي برشلونة الإسباني، ولعب معهم حتى عام 2003، وشارك معهم في 45 مباراة وسجل 3 أهداف، وفي عام 2003 انتقل إلى نادي سبورتنغ لشبونة البرتغالي، ولعب معهم حتى عام 2005، وشارك معهم في 46 مباراة وسجل 10 أهداف، ومنذ عام 2005 وهو يلعب مع نادي ميدلزبره الإنجليزي.انتقل إلى سبورتينغ لشبونه2008 مايو، بعقد يمتد لثلاث سنوات
ويلعب حالياً مع نادي غريميو البرازيلي

## روابط خارجية
- فابيو روتشيمباك على موقع قاعدة بيانات كرة القدم.إي يو (الإنجليزية)
- فابيو روتشيمباك على موقع بيانات كرة القدم. دي إي (الألمانية)
- فابيو روتشيمباك على موقع ليكيب (الفرنسية)
- فابيو روتشيمباك على موقع ناشيونال فوتبول تيمز (الإنجليزية)
- فابيو روتشيمباك على موقع Soccerbase.com (لاعب) (الإنجليزية)
- فابيو روتشيمباك على موقع عالم كرة القدم.نت (الإنجليزية)